# Pokémon Rumble World
Pokémon Rumble World (みんなのポケモンスクランブル?) è un videogioco per Nintendo 3DS. Seguito di Pokémon Rumble, è il secondo titolo freemium della serie Pokémon, distribuito gratuitamente tramite il Nintendo eShop a partire dall'8 aprile 2015.
Nel videogioco sono presenti 719 Pokémon, appartenenti fino alla sesta generazione, incluse megaevoluzioni.

## Accoglienza
Pokémon Rumble World ha ricevuto opinioni contrastanti dalla critica, ottenendo una valutazione di 58 su 100 da Metacritic. Destructoid ha ritenuto che il modello di pagamento freemium del gioco fosse un passo avanti rispetto a Pokémon Shuffle, e che avrebbe permesso ai giocatori di guadagnare valuta di gioco attraverso il normale gameplay senza essere ostacolati da timer o pagamenti richiesti. Tuttavia, il titolo è stato criticato per essere troppo semplicistico, definendolo "abbastanza superficiale ma  tratti molto divertente", e che risultasse troppo breve e privo di rigiocabilità. Allo stesso modo Metro ha ritenuto che il sistema free-to-play fosse "relativamente equo", ma che il gioco complessivo fosse "terribilmente semplicistico".
La versione al dettaglio giapponese, rilasciata sette mesi dopo il suo debutto nel Nintendo eShop, ha venduto 10 120 copie nella regione durante la sua prima settimana, debuttando al numero 16 nelle classifiche di vendita di Media Create. A dicembre 2015 aveva venduto un totale di 21 479 copie prima di uscire dalle classifiche di vendita.